# Lista de violoncelistas
Esta é uma lista de violoncelistas por nome que inclui os mais famosos executantes do violoncelo.

## A

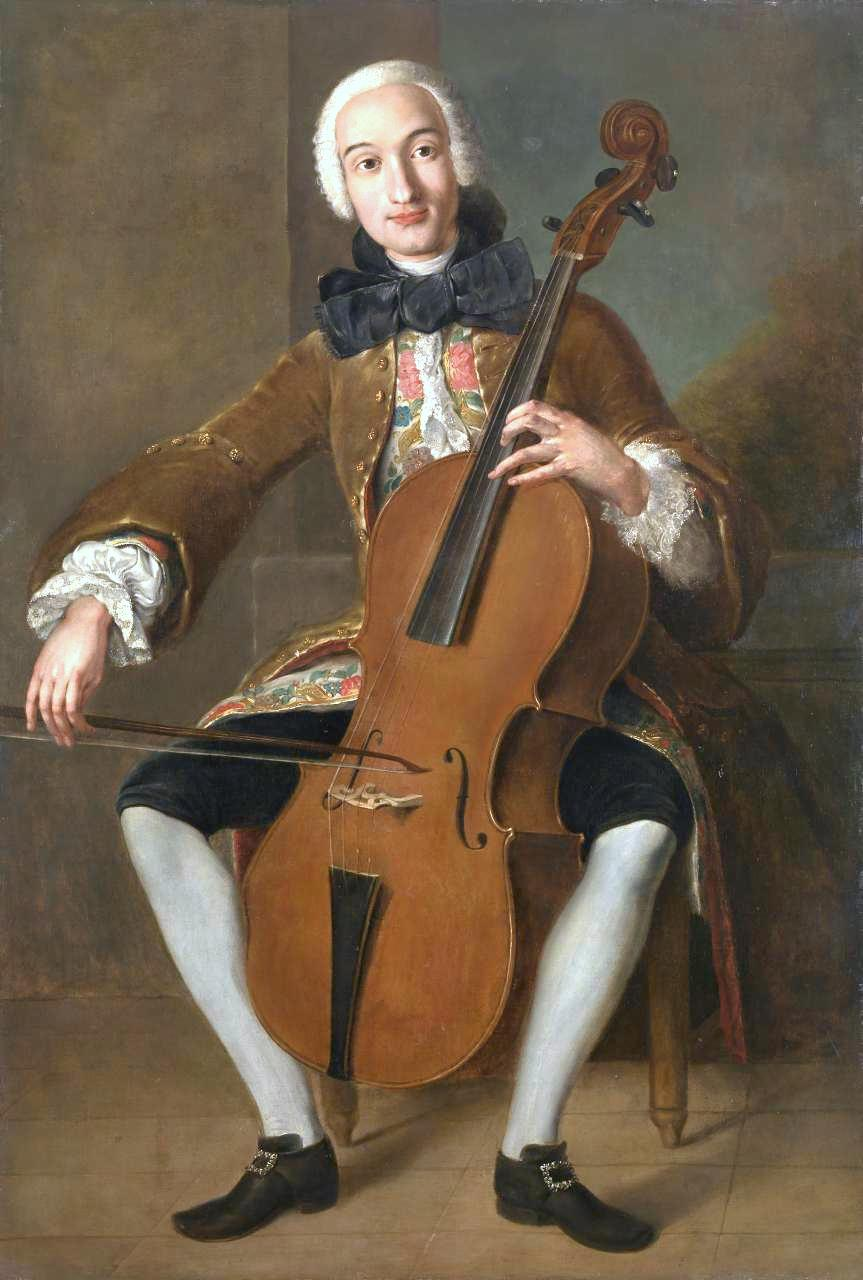
Retrato de Luigi Boccherini ao violoncelo (circa 1764-7).

- Richard Aaron
- Madeline Alfredson (prodígio)
- Diran Alexanian
- Lucas Anselmi

## B
- Davi Barreto
- Suren Bagratuni
- Zuill Bailey
- Alexander Baillie
- Amadeo Baldovino
- Sarah Balliet
- Franz Bartolomey
- Felix Battanchon
- Charles Baudiot
- Paul Bazelaire (professor de Pierre Fournier)
- Hugo Becker
- Richard C. Beidel
- Julius Berger
- Erling Blöndal Bengtsson
- Paolo Beschi
- Luigi Boccherini (também compositor)
- Wolfgang Boettcher
- Claudio Bohórquez
- Jean-Baptiste Breval
- Frantisek Brikcius
- Matthew Brubeck
- Peter Bruns
- Kathryn Buccelli
- Michail Jewsejewitsch Bukinik
- Anner Bylsma
- Assis Claudio Alcântara

## C
- Isobel Campbell
- Phoebe Carrai
- Pablo Casals (também maestro)
- Gaspar Cassadó
- Han-Na Chang
- David Chew
- Donald Chiamba
- Pi-Chin Chien
- Michail Chomitzer
- Giovanni Battista Cirri (também compositor)
- Natalie Clein
- Robert Cohen
- Gretta Cohn
- Christophe Coin
- Tom Cora
- Bernhard Cossmann
- Madalena Sá e Costa
- Melora Creager
- Michael Croitoru-Weissman
- Jean-Baptiste Cupis
- Eva Czako Janzer

## D
- Evaristo Dall'Abaco
- Caroline Dale
- Karl Davidov
- Sunny Davis (violoncelo elétrico)
- Stephen De'ak (também compositor e professor)
- Thomas Demenga
- Patrick Demenga
- Rohan de Saram
- Valter Despalj
- Jules de Swert
- Roel Dieltiens
- Kate Dillingham
- Christian Döbereiner
- Justus Johann Friedrich Dotzauer
- Jean-Louis Duport
- Jean-Pierre Duport
- Jacqueline du Pré

## E
- Maurice Eisenberg

## F
- Frank Junior
- Lucas Fels
- Dmitri Ferschtman
- Emanuel Feuermann
- Louis Feuillard
- Rocco Filippini
- David Finckel
- Wilhelm Fitzenhagen
- Pierre Fournier ("o aristocrata dos violoncelistas")
- Auguste Franchomme
- Gideon Freudmann
- Carl Fuchs

## G
- Sol Gabetta
- Domenico Gabrielli
- Raya Garbousova
- Maurice Gendron
- Karin Georgian
- Alban Gerhardt
- David Geringas

Madame Henriette de France, quadro de Jean-Marc Nattier (1754).

- Emily Giles, conhecida como June Emily Giles
- Clive Gillinson
- Georg Goltermann
- Julius Goltermann
- Leonid Gorokhov
- Bernard Greenhouse
- Daniel Grosgurin
- Paul Grümmer
- Friedrich Grützmacher
- Natalia Gutman

## I
- Steven Isserlis

## J
- Antonio Janigro
- Joan Jeanrenaud
- Rani Jeong
- Robert Jesselson
- Michael Kevin Jones
- Jorane

## K
- Paul Katz
- Zoë Keating
- Julia Kent
- Ralph Kirshbaum
- Perttu Kivilaakso
- Julius Klengel (também compositor, ensinou Emanuel Feuermann, Gregor Piatigorsky e William Pleeth)
- Maria Kliegel
- Swjatoslaw Knuschewitzki
- Nina Kotova
- Anton Kraft
- Jeffrey Krieger
- Joel Krosnick
- Friedrich August Kummer
- Friedemann Kupsa

## L
- Robert LaMarchina
- Sebastian Lee
- Laurence Lesser
- Julian Lloyd Webber
- Paavo Lötjönen
- Andrés Rodrigo López
- Lucas Ribeiro Cruz

## M
- Mischa Maisky
- Linday Mac
- Tibor de Machula
- Fritz Magg
- Enrico Mainardi
- Jens-Peter Maintz
- Yo-Yo Ma
- Gerhard Mantel
- Maurice Maréchal
- Dmitri Markevitch

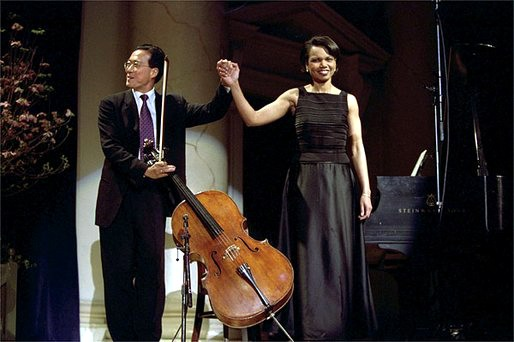
Yo-Yo Ma com Condoleezza Rice, que também é pianista, após executarem um dueto de Brahms (2002).

- Rudolf Matz (também compositor, maestro e professor)
- Angelica May
- Martin McCarrick
- Maurice Maréchal
- Mayara Rogeri
- Antonio Meneses
- Rudolf Metzmacher
- Tyme Mientka
- Frank Miller
- Aaron Minsky
- Georges Miquelle
- Víctor Mirecki Larramat
- Miloš Mlejnik
- Kermit Moore
- Jaques Morelenbaum
- Truls Mørk
- Charlotte Moorman
- Johannes Moser
- May Mukle
- Daniel Müller-Schott

## N
- André Navarra
- George Neikrug
- Zara Nelsova
- Hai-Ye Ni
- Zach Nikonovich-Kahn
- Esther Nyffenegger

## O
- Jacques Offenbach (também compositor)

## P
- Siegfried Palm
- Vito Paternoster
- Miklós Perényi
- Boris Pergamenschikow
- Oscar Pettiford
- Gregor Piatigorsky
- Alfredo Piatti
- Anthony Pleeth
- William Pleeth (professor de Jacqueline du Pré)
- Christian Poltéra
- David Popper
- Stefanie Alexandra Prenn
- Fábio Presgrave
- Hugo Pilger
- Carlos Prieto
- Andrei Pricope

## Q
- Jean-Guihen Queyras

## R
- Ernst Reijseger
- Gabor Reijto
- Tanya Remenikova
- Giovanni Ricciardi
- Gustav Rivinius
- Hank Roberts
- Hannah Roberts
- Guilherme Rodrigues
- Rohan de Saram
- Bernhard Romberg
- Leonard Rose
- Nathaniel Rosen

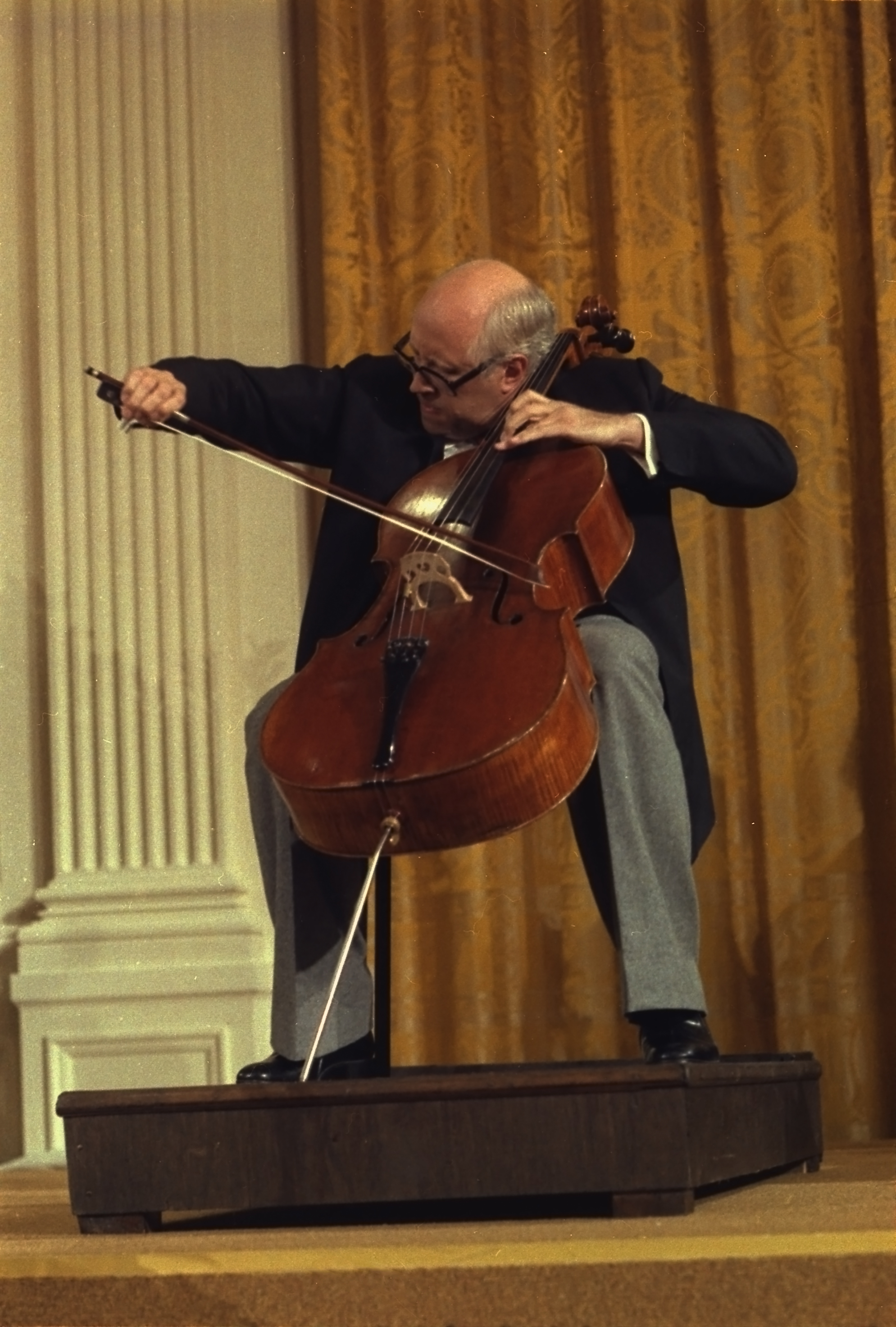
Mstislav Rostropovich toca na Casa Branca em 1978.

- Mstislav Rostropovich (também maestro)
- Margaret Avery Rowell
- Martin Rummel
- Arthur Russell

## S
- Miloš Sádlo
- Michael Sanderling
- John Sant’Ambrogio
- Sara Sant'Ambrogio
- Heinrich Schiff
- Janet Schiff
- Carl Schröder
- Joseph Schuster
- Adrien Francois Servais
- Daniil Shafran
- Matthew Sharp
- Luigi Silva
- Ciril Škerjanec
- Kenneth Slowik
- Giovanni Sollima (também compositor)
- Mark Summer
- János Starker
- Peter Steiner
- Leo Stern
- Klaus Storck
- Joachim Stutschewsky
- Kayami Satomi
- Guilhermina Suggia
- Alexander Suleiman
- Jean Carlo Sabini
- Marcos Ricardo Soares

## T
- Torleif Thedéen
- Christoph Theinert
- Werner Thomas-Mifune
- Fiona Thompson
- Auguste Tolbecque
- Eino Toppinen (da banda Apocalyptica, pioneiro do cello rock; também conhecido como Eicca Toppinen)
- Paul Tortelier (também compositor)
- Arturo Toscanini (também um grande maestro)
- Bion Tsang
- Thomas Batuello(violoncelista da banda de rock The Naked Brothers Band)

## U
- Frances-Marie Uitti
- Brendon Urie (Vocalista do Panic at the Disco)

## V
- Doreen Vaanden
- Eduardo Vasallo
- Laslo Varga
- Jan Vogler
- Sasha von Dassow

## W
- Raphael Wallfisch
- Jian Wang
- Michael Weintraub
- Gay-Yee Westerhoff
- Tilmann Wick
- Sonia Wieder-Atherton
- Hanus Wihan
- Peter Wiley
- Harry Wimmer
- Michael Wiseman
- Pieter Wispelwey
- Claudius von Wrochem
- Kanon Wakeshima

## Y
- Wen-Sinn Yang

- Yo Yo Ma

## Z
- Russell Zen